# Parallax mapping
Pour les articles homonymes, voir Parallaxe (homonymie).

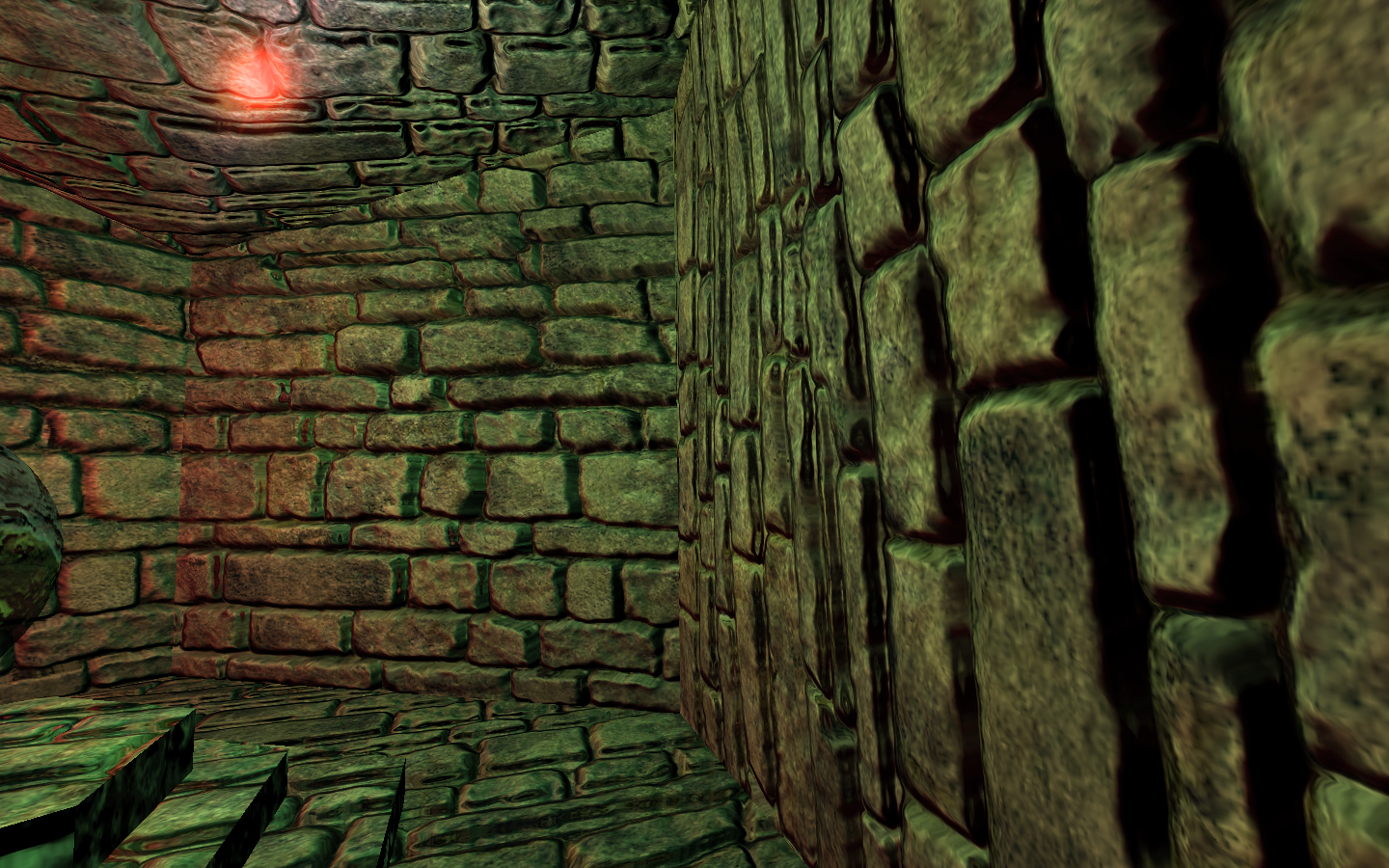
Exemple de parallax mapping.

Le parallax mapping est une technique de rendu d'images de synthèse tridimensionnelles.
Elle utilise des normal maps en plus des textures diffuses, afin d'émuler le relief des surfaces par un décalage d'affichage des texels. 
Le parallax mapping est généralement réalisé à l’aide d'un shader. Le décalage est opéré sur une base sphérique afin de s'adapter au point de vue de l'utilisateur. Cette technique, utilisée conjointement avec le bump mapping, constitue une alternative plus rapide mais moins réaliste au displacement mapping.